# Pavel Zbořil
Pavel Bady Zbořil (* 16. září 1964 Rokycany) je vyhledávaný český jazzový bubeník. V současné době hraje s kapelou J.A.R., kvartetem saxofonisty Františka Kopa, se zpěvačkou Lucií Bílou a pianistkou Beatou Hlavenkovou. V roce 1985 ukončil plzeňskou konzervatoř a ještě během studií hraje na XV. Mezinárodním Jazzovém festivalu v Praze, v téže době si také zahrál na švédském jazzovém festivalu Jazz & Blues. Během let spolupracoval s předními českými jazzmany, patří mezi ně například: Michal Gera Quartet, Vojtěch Eckert Trio and Sandy Lomax, Emil Viklický, Karel Růžička, David Dorůžka, Miriam Bayle, Piotr Baron, Jaromír Honzák, Benny Bailey, George Mraz, Hank Jones, Roy Hargove, Benny Golson, Najponk a mnozí další.